# Harun und das Meer der Geschichten
Harun und das Meer der Geschichten (englischer Originaltitel: Haroun and the Sea of Stories) ist ein Kinder- und Jugendbuch von Salman Rushdie, das 1990 bei Viking Books veröffentlicht wurde. Die deutsche Erstausgabe mit einer Übersetzung von Gisela Stege erschien 1991 beim Kindler Verlag.

## Handlung
Harun lebt im Land Aliphbay als Sohn des Geschichtenerzählers Raschid Khalifa. Als diesen jedoch seine Frau Soraya verlässt, verliert er die Gabe des Erzählens. Als er mit seinem Vater zu einem Auftritt reist, bei dem er einem korrupten Lokalpolitiker im Wahlkampf helfen soll, bemerkt Harun, dass die Fähigkeit seines Vaters von einem Geschichtenhahn herrührt, aus dem Raschids Erzählwasser stammt. Er trifft auf einen Wasser-Dschinn, der den Hahn abstellen will, entwendet diesem den dazu benötigten Schraubenschlüssel und zwingt diesen so, seinen Vater und auf den Mond Kahani zu bringen. Der Mond besteht größtenteils aus dem eponymen Meer der Geschichten und ist geteilt in eine Hemisphäre, die immer der Sonne zugeneigt, und eine, die immer dunkel ist. Auf der hellen Seite liegt Gup City, wo alle gesprächig und voll Freude sind, auf der dunklen befindet sich das Reich Chup, das von dem bösen Kultmeister Khattam-shud regiert wird. Er hat die Prinzessin von Gup entführen und das Meer der Geschichten vergiften lassen, um alles Erzählen für immer zu beenden. Harun und sein bald auftauchender Vater helfen den Bewohnern von Gup bei ihrem Kriegszug gegen Chup. Dabei gelingt es Harun mit Hilfe eines Zaubertranks, der Wünsche wahr werden lässt, den Wechsel der Tageszeiten auf dem ganzen Mond wiederherzustellen. Als die Sonne über Chup aufgeht, schmelzen Khattam-shuds Palast und das Schattenschiff, mit dem er die Quellen des Meers der Geschichten für immer verschließen wollte. Die Chupwalas erheben sich gegen ihn, Khattam-shud wird von der zusammenbrechenden Götzenstatue des Schweigens erschlagen, die er hatte errichten lassen. Als Dank erbittet sich Harun von dem Herrscher von Gup ein Happy End auch für seine Welt. Daraufhin wacht er auf, es scheint alles nur ein Traum zu sein. Aber beim Wahlkampfauftritt erzählt sein Vater die Geschichte Harun und das Meer der Geschichten. Das Publikum versteht sie als Allegorie auf den korrupten Politiker und versagt diesem die Gefolgschaft. Ohne Bezahlung, aber befriedigt kehren Vater und Sohn nach Hause zurück und treffen dort Soraya an, die zu ihnen zurückgekehrt ist.

## Bemerkungen
Die Geschichte verfasste Salman Rushdie im Exil. Zuvor hatte der iranische Revolutionsführer Ajatollah Khomeini aufgrund des Vorgängerwerkes Die satanischen Verse ihn der Blasphemie bezichtigt und über ihn das Todesurteil verhängt.
In dem modernen Märchen reflektierte der Autor seine eigene Lage, als Flüchtling, fernab seines bisherigen Lebens und seiner bisherigen Inspirationsquelle, fühlte er sich lange, als wäre sein eigenes Erzählwasser versiegt.
Dennoch ist es kein trauriges, sondern ein farbiges Buch mit einem guten Ende.
Das Buch widmete der Autor seinem Sohn Zafar, von dem er sich auf der Flucht trennen musste.
Harun und das Meer der Geschichte handelt von der Macht der Literatur und lässt diese für die Hauptperson real werden. Darin ähnelt es Werken wie Die unendliche Geschichte, Tintenherz, Der Schatten des Windes und Die Stadt der träumenden Bücher.

## Rezeption
Claire Watts schreibt in ihrer Rezension: „Dieses lustige, tiefgründige Vorlesebuch unterhält Zuhörer wie Leser gleichermaßen. Als es erschien, lebte Salman Rushdie bereits im Verborgenen, weil Ajatollah Khomeini eine Fatwa gegen ihn verhängt hatte. Das spannende Märchen ist auch ein Plädoyer für die Redefreiheit.“ Im Klappentext zur deutschen Erstausgabe heißt es: „Salman Rushdies neues Buch ist vordergründig ein Märchen, eine Gutenachtgeschichte für seinen Sohn Zafar, aber es ist auch eine Parabel auf die schwierige Situation des Autors selbst: die eines Schriftstellers, der im eigenen Land im Exil leben muss, mit dem Tode bedroht und abgeschnitten vom Leben, dem Stoff seiner grandiosen Fabulierkunst. So gesehen, liefert Harun schließlich den machtvollen Beweis dafür, dass Rushdies Erzählwasser noch lange nicht versiegt ist …“ Im IUP Journal of English Studies schreibt Indira Reddy: „Bei der Lektüre von Rushdies Harun und das Meer der Geschichten werden wir an Grimus, Rushdies ersten Roman, erinnert. Wie Grimus oszilliert auch diese moralische und ästhetische Parabel zwischen Fantasie und Realität und beeindruckt durch die geschickte Verflechtung von Realem und Irrealem, Traum und Wirklichkeit. Rushdies explizite Ideen, seine überschwängliche Sprache und sein Scharfsinn kommen in allen seinen Werken kraftvoll zum Ausdruck. Harun und das Meer der Geschichten ist eine schlüssige Erzählung, die durch eine komplexe Bildsprache belebt wird, in der die Charaktere bis ins Detail durchleuchtet und uns kunstvoll präsentiert werden.“

## Auszeichnungen
Harun und das Meer der Geschichten erhielt 1992 den Writers’ Guild of Great Britain Award.

## Referenzen
Harun und das Meer der Geschichten ist in dem literarischen Nachschlagewerk 1001 Kinder- und Jugendbücher – Lies uns, bevor Du erwachsen bist! für die Altersstufe 8+ Jahre enthalten.

## Ausgaben
- Haroun and the Sea of Stories. Viking Books, UK 1990 (englisch).
- Harun und das Meer der Geschichten. Kindler, München 1991.